# Neolitsea dealbata
Neolitsea dealbata är en lagerväxtart som först beskrevs av Robert Brown, och fick sitt nu gällande namn av Elmer Drew Merrill. Neolitsea dealbata ingår i släktet Neolitsea och familjen lagerväxter. Inga underarter finns listade i Catalogue of Life.